# Джувани, Александр
Александр Джувани (алб. Aleksandër Xhuvani; 14 марта 1880, Эльбасан, Османская империя — 22 ноября 1961, Тирана, НСР Албания) — албанский учёный-языковед, лексикограф, педагог, профессор, писатель

, старейший деятель народного просвещения Албании. Общественно-политический и государственный деятель.

## Биография
Окончил греческую школу. В 1902—1906 годах изучал филологию в Афинском университете. Позже отправился в Италию, где в Неаполе присоединился к албанскому национальному движению. Учительствовал в Калабрии, а затем на родине.
В 1910 году османские власти вынудили его покинуть Албанию и он переехал в Каир, где работал журналистом. В 1916 году вернулся на родину, занимался созданием учебников албанского языка. В 1918 году стал руководителем культурного объединения «Qarku letrar and Elbasanit».
В 1920—1922 и 1929—1933 годах работал в албанском министерстве образования, занимаясь организацией народного образования. В 1921 году некоторое время руководил министерством образования Албании. В 1922—1929 годах — руководитель педагогического училища в Эльбасане. С 1933 года работал учителем в родном городе.
А. Джувани был членом Учредительного собрания Албанского королевства и Народного собрания Албании, где занимал должность заместителя председателя президиума до конца своей жизни.
В 1945 году вернулся в министерство образования, продолжил работу над учебниками албанского языка. В 1947—1953 годах, будучи профессором, руководил отделом языка и литературы в Институте наук (позднее Тиранский университет).

## Научная деятельность
Занимался стандартизацией албанского языка, автор нескольких учебников и словарей албанского языка. Его труды были опубликованы в 1980 году в восьми томах.

## Избранные публикации
- «Për pastërtinë e gjuhës shqipe» (1956)
- «Parashtesat» (1956)
- «Fjalorit të gjuhës shqipe» (1961)
- «Prapashtesat e gjuhës shqipe» (1962)

## Память
- Имя Александра Джувани присвоено Эльбасанскому университету.

## Семья
Александр Джувани имел двух дочерей и сына. Дочь Семирамис была женой Рамиза Алии — преемника Энвера Ходжи, последнего главы АПТ и первого президента посткоммунистической Албании. Дочь Иоланда была замужем за министром юстиции НРА Бильбилем Клоси.